# کارولینا کوستنر
کارولینا کوستنر (انگلیسی: Carolina Kostner؛ زادهٔ ۸ فوریهٔ ۱۹۸۷) اسکیت‌باز نمایشی اهل ایتالیا است.